# イソトルエン

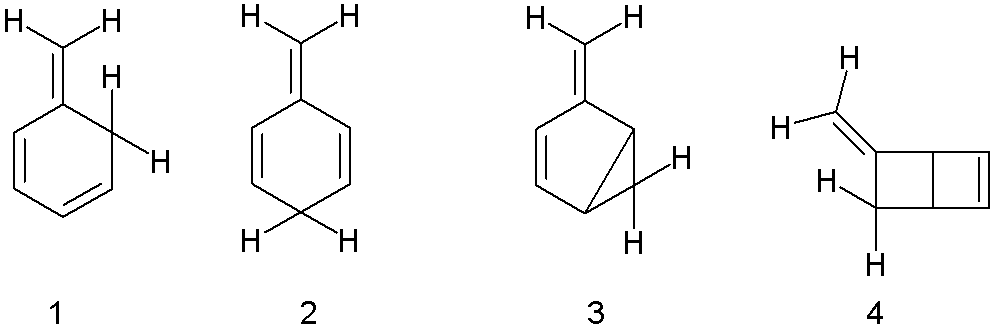
イソトルエン

イソトルエン（英語: isotoluenes）は、環外に二重結合を持つ非芳香族性のトルエンの異性体である。これらの異性体は、芳香族性や異性化機構との関連で学術的に興味深い。
3つの基本的なイソトルエンは、ortho-イソトルエンまたは5-メチレン-1,3-シクロヘキサジエン（ここでは1と表示）、para-イソトルエン（2）、meta-イソトルエン（3）である。もう一つの構造異性体は、二環式化合物の5-メチレンビシクロ[2.2.0]ヘキセン(4)である。
o-およびp-イソトルエンはトルエンに異性化するが、これは芳香族の安定化によって引き起こされる反応である。これらの化合物の安定性は96 kJ mol-1低いと推定される。
p-イソトルエンのトルエンへの異性化は、ベンゼン中100℃で分子間フリーラジカル反応により2分子反応速度論で起こる。1,3-シグマトロピー転位である分子内異性化は、アンタラフェイシャルモードが強制されるため不利である.。他のダイマーラジカル反応生成物も形成される。
ortho-異性体はベンゼン中60℃で異性化し、これも2次反応である。提案された反応機構は、分子間の協奏的エン反応である。反応生成物は、反応条件にもよるが、トルエンまたは二量化したエン反応生成物の混合物である。

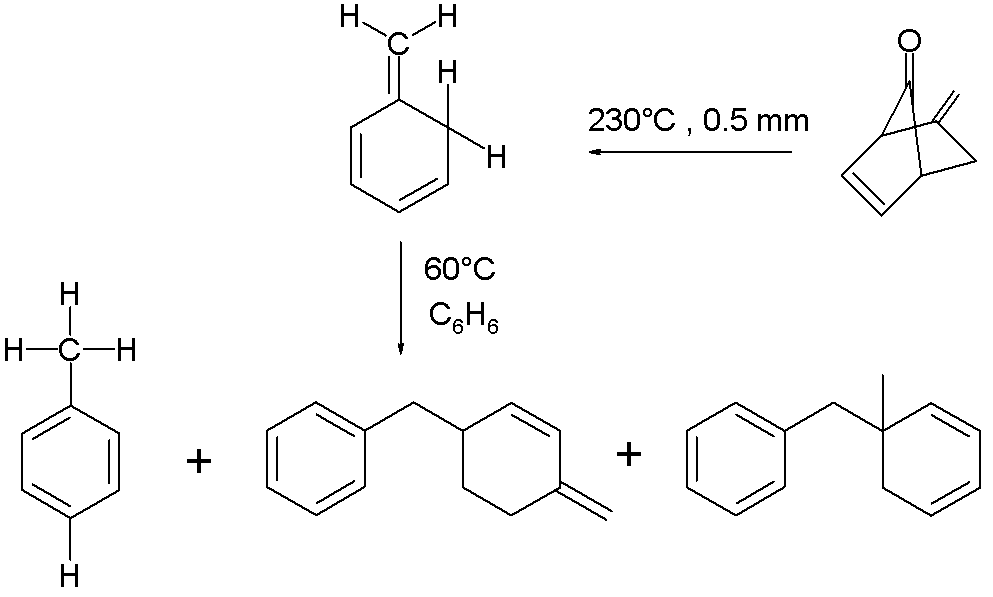
ortho-イソトルエンの合成と反応